# Lecane rudescui
Lecane rudescui is een raderdiertjessoort uit de familie Lecanidae. De wetenschappelijke naam van deze soort is voor het eerst geldig gepubliceerd in 1965 door Hauer.